# Zodia (bướm đêm)
Zodia là một chi bướm đêm thuộc họ Choreutidae.

## Các loài
- Zodia chrysosperma (Meyrick, 1931)
- Zodia ochripalpis (Meyrick, 1920)
- Zodia plutusana (Walker, 1863)
- Zodia rutilella (Walker, 1863)
- Zodia scintillana (Walker, 1863)